# 馬亞基 (克拉斯尼奧克尼區)
47°26′27″N 29°33′49″E / 47.44083°N 29.56361°E
馬亞基（烏克蘭語：Маяки）是位於烏克蘭西南部的村莊，由敖德萨州波季利斯克区的奧克尼市鎮負責管轄。該村始建於1840年，面積1.02平方公里，海拔高度210米，2001年人口636，人口密度每平方公里623.53人。